# Derechos Humanos en Nigeria
En Nigeria, el reconocimientos de los Derechos Humanos es escaso y los funcionarios del gobierno en todos los niveles continúan cometiendo graves abusos.
Según el Departamento de Estado de los EE. UU., las mayores problemáticas en cuanto a Derechos humanos son: las ejecuciones extrajudiciales y el uso de fuerza excesiva por parte de las fuerzas de seguridad; la impunidad en los abusos cometidos por las fuerzas de seguridad; arrestos arbitrarios, detención preventiva prolongada, porque los gobernantes no quieren firmar el acta de muerte de alguien porque le traería muchas consecuencias negativas, prolongando así la tortura psicológica del acusado, que sabe que en algún momento será ejecutado, pero no tiene fecha; corrupción judicial e influencia del Ejecutivo en el Poder Judicial; violación, tortura y otros tratos inhumanos, degradantes o crueles a los presos, detenidos y sospechosos; condiciones infrahumanas de detención; trata de personas para prostitución y trabajo forzado; trabajo infantil, abuso sexual infantil, y explotación laboral de niños; mutilación genital femenina (MGF); violencia doméstica, discriminación por razón de sexo, etnia, región, religión y orientación sexual; restricción de la libertad de asociación, circulación, prensa, de expresión y de culto; vulneración del derecho a la privacidad; y la limitación del derecho de los ciudadanos a elegir el gobierno.
Doce estados del norte han adoptado como Código Penal a la Sharia: Bauchi, Borno, Gombe, Kaduna, Kano, Katsina, Kebbi, Jigawa, Níger, Sokoto, Yobe y Zamfara. El código penal de la Sharia sólo se aplica a los musulmanes. Prevé penas severas para el consumo de alcohol, la infidelidad y el robo, inclusive la amputación, latigazos, lapidación y la prisión de largo plazo. La homosexualidad puede ser castigada con azotes o la lapidación.
Pastores cristianos en Nigeria han sido acusados de estar involucrados en la tortura y el asesinato de niñas acusadas de brujería. Durante la última década, más de 1000 niñas han sido asesinadas al ser calificadas de "brujas".

## Estatus
En materia de derechos humanos, respecto a la pertenencia a los siete organismos de la Carta Internacional de Derechos Humanos, que incluyen al Comité de Derechos Humanos (HRC), Nigeria ha firmado o ratificado:
| Nigeria | Tratados internacionales | Tratados internacionales  | Tratados internacionales | Tratados internacionales  | Tratados internacionales  | Tratados internacionales | Tratados internacionales | Tratados internacionales | Tratados internacionales | Tratados internacionales | Tratados internacionales | Tratados internacionales | Tratados internacionales    | Tratados internacionales    | Tratados internacionales | Tratados internacionales | Tratados internacionales    | Tratados internacionales    |
| --- | --- | ------------------------- | --- | ------------------------- | ------------------------- | --- | --- | ------------------------ | ------------------------ | ------------------------ | --- | ------------------------ | --------------------------- | --------------------------- | ------------------------ | --- | --------------------------- | --------------------------- |
| Nigeria | CESCR | CESCR                     | CCPR | CCPR                      | CCPR                      | CERD | CED | CEDAW                    | CEDAW                    | CAT                      | CAT | CRC                      | CRC                         | CRC                         | CRC                      | MWC | CRPD                        | CRPD                        |
| Nigeria | CESCR | CESCR-OP                  | CCPR | CCPR-OP1                  | CCPR-OP2-DP               | CERD | CED | CEDAW                    | CEDAW-OP                 | CAT                      | CAT-OP | CRC                      | CRC-OP-AC                   | CRC-OP-SC                   | CRC-OP-CP                | MWC | CRPD                        | CRPD-OP                     |
| Pertenencia | Derechos Humanos en Nigeria ha reconocido la competencia de recibir y procesar comunicaciones individuales por parte de los órganos competentes. | Ni firmado ni ratificado. | Derechos Humanos en Nigeria ha reconocido la competencia de recibir y procesar comunicaciones individuales por parte de los órganos competentes. | Ni firmado ni ratificado. | Ni firmado ni ratificado. | Derechos Humanos en Nigeria ha reconocido la competencia de recibir y procesar comunicaciones individuales por parte de los órganos competentes. | Derechos Humanos en Nigeria ha reconocido la competencia de recibir y procesar comunicaciones individuales por parte de los órganos competentes. | Firmado y ratificado.    | Firmado y ratificado.    | Firmado y ratificado.    | Derechos Humanos en Nigeria ha reconocido la competencia de recibir y procesar comunicaciones individuales por parte de los órganos competentes. | Firmado y ratificado.    | Firmado pero no ratificado. | Firmado pero no ratificado. | Sin información.         | Derechos Humanos en Nigeria ha reconocido la competencia de recibir y procesar comunicaciones individuales por parte de los órganos competentes. | Firmado pero no ratificado. | Firmado pero no ratificado. |
| Firmado y ratificado, firmado, pero no ratificado, ni firmado ni ratificado, sin información, ha accedido a firmar y ratificar el órgano en cuestión, pero también reconoce la competencia de recibir y procesar comunicaciones individuales por parte de los órganos competentes. | |                           | |                           |                           | | |                          |                          |                          | |                          |                             |                             |                          | |                             |                             |